# Systèmes américains de désignation des aéronefs militaires
Les systèmes américains de désignation des aéronefs militaires ont d'abord été instaurés en 1919, lorsque la division Aéronautique de l'armée américaine est devenue l'US Army Air Service. Avant cela les avions étaient mis en service sous la désignation de leurs fabricants respectifs.

## Historique

### L'US Army Air Service de 1919 à 1924
Au cours de cette période, les désignations de Type utilisées par le Service Aérien de l'Armée des États-Unis ont été attribuées, à l'aide de deux ou trois lettres, qui étaient des abréviations des rôles de l'avion. Les exemples incluent GA pour les aéronefs d'Attaque au Sol ; NO pour les avions d'Observation de Nuit, et NBS pour les bombardiers de nuit à courte distance.

### L'aviation de l'armée de 1924 à 1962
De 1924 à 1947, successivement l'Air Service, l'U.S. Army Air Corps, l'U.S. Army Air Forces et l'U.S. Air Force ont utilisé un système de désignation fondé sur la catégorie de mission, chaque modèle étant numéroté de façon séquentielle dans une catégorie.
En 1947, le système de désignation a été largement remanié, plusieurs catégories étant omises, et d'autres renommées. Par exemple, le P-80 Shooting Star (Pursuit) a été rebaptisé F-80 (Fighter), alors que le bombardier moyen/avion d'attaque A-26 a été rebaptisé B-26, réutilisant ainsi la désignation du Martin B-26, ce dernier ayant été retiré du service auparavant.

### Le système de l'US Navy de 1922 à 1962
Du 29 mars 1922 au 18 septembre 1962, la Marine des États-Unis (y compris l'United States Marine Corps et la Garde côtière) a utilisé un tout autre système de désignation, établi à la fois selon la mission et le fabricant.

### US Army 1956-1962
De 1956 à 1962, l'U.S. Army a utilisé un système de désignation distinct de celui de l'U.S. Air Force.

### Système Tri-services (Air Force/Navy/Army) de 1962 à nos jours
Depuis le 18 septembre 1962, un système conjoint de désignations basé sur la mission a été utilisé, la plupart des nouvelles séries redémarrant à partir de 1.
Divers modèles précédemment désignés à partir du système Army-Air Force pré-1962 (tel que le F-111) n'ont pas été rebaptisé.
Tous les appareils USN/USMC en service, classés selon le système pré-1962 ont été rebaptisés dans le nouveau système. Un effort a été fait pour conserver autant que possible les numéros de Séquence Type du système original. Ainsi, le F2H Banshee est devenu le F-2, le F4H Phantom II est devenu le F-4 et le F8U Crusader est devenu le F-8.
Dans l'US Air Force, ces désignations sont communément appelées "Séries de Désignation par Modèle" ou MDS. Dans l'US Navy, l'US Marine Corps et la Garde Côtière américaine, elles sont considérées comme Type/Modèle/Série ou T/M/S.